# Seleção Luxemburguesa de Voleibol Masculino
A seleção luxemburguesa de voleibol masculino é uma equipe europeia composta pelos melhores jogadores de voleibol de Luxembrugo. A equipe é mantida pela Federação Luxemburguesa de Voleibol (Fédération Luxembourgeoise de Volleyball). Encontra-se na 117ª posição no ranking mundial da FIVB segundo dados de 4 de janeiro de 2012.